# Telecolor (Sicilia)
Telecolor è un'emittente televisiva italiana a carattere regionale che diffonde i propri programmi nel territorio della Regione Siciliana. È di proprietà dell'azienda Telecolor International TCI S.p.A. di Catania, controllata dalla Domenico Sanfilippo Editore, che fa capo all'imprenditore Mario Ciancio Sanfilippo. È la seconda emittente regionale per numero di ascolti con oltre 350.000 contatti medi giornalieri (dati 2009). In passato ha aderito ai circuiti GRT, Modulo '81, Italia 1, Euro TV e Italia 7.

## Storia

### Anni Settanta e nascita
La società editrice Telecolor International TCI S.p.A. nacque il 20 settembre 1976 a Catania su iniziativa di quattro soci provenienti da Teletna: Carlo Grasso, Mario Traina, Aldo Fede ed Orlando Branca. Maggiore azionista della società era l'imprenditore edile Mario Rendo.
Le trasmissioni presero avvio il 23 dicembre. Il nome "Telecolor" lo si deve al fatto che l'emittente catanese fin dall'inizio andava in onda con il sistema televisivo a colori - che allora costituiva un'assoluta novità per un'emittente privata - trasmettendo dal canale UHF 47, sua prima e definitiva frequenza televisiva in modalità analogica, alla quale poi, essendosi diffusa su tutto il territorio regionale, si aggiunse anche la frequenza UHF 25.
La redazione giornalistica si componeva di giornalisti per gran parte provenienti dall'Espresso sera, tra cui Domenico Tempio, che ne divenne il direttore.
Gli studi televisivi vennero allestiti in viale Alcide De Gasperi, vicino al lungomare di Ognina, per poi venir trasferiti nei primi anni Ottanta in un nuovo ampio locale in via Francesco Crispi 147. Nel suo monoscopio era rappresentato un elefante, simbolo di Catania, tolto in seguito, quando l'emittente raggiunse un livello di diffusione regionale. Va detto, ad onor del vero, che la prima emittente TV privata italiana a trasmettere a colori, con sistema P.A.L., fu Canale 48 di Mauro Montagni a Firenze che iniziò le regolari trasmissioni nel febbraio 1976.

### Anni Ottanta e affermazione
Nel 1981 nacque la seconda rete, Telecolor 2, e l'anno successivo la terza, Video 3. Nel 1984 se ne aggiunse una quarta, Canale 8, omonima di due emittenti siciliane locali, Canale 8 di Ficarazzi, in provincia di Palermo, e Canale 8 di Avola, in provincia di Siracusa. 
Canale 8 per un periodo ripetette l'intera programmazione di Telecapodistria ma quando la tv slovena passò nelle mani di Berlusconi, Canale 8 si legò prima al circuito TivuItalia e in seguito a Retemia, alla quale cedette le frequenze, mentre Telecolor 2 negli ultimi anni di vita ripetette i programmi di Supersix. Telecolor 2 e Canale 8 scomparvero definitivamente alla fine degli anni ottanta.
Parallelamente la principale rete del gruppo si affiliò ad alcuni circuiti nazionali: GRT dal 1979 alla fine del 1980; Modulo '81 dal 1º gennaio 1981 al 1982, quando passò a Italia 1 del gruppo Rusconi). Passò a Euro TV nel 1983 e infine a Italia 7, della quale fu una delle emittenti fondatrici nel 1987.
Il palinsesto di Telecolor nei suoi primi anni di attività conteneva varie autoproduzioni e dirette, tra le quali Il Pomofiore, condotto da Gianni Creati, il cui format riprendeva quello del programma di Enzo Tortora trasmesso su Antenna 3 Lombardia, Domenica alla grande, condotto da Michele Del Vecchio, e Sfoglia la margherita, una rubrica a luci rosse che andava in onda ogni domenica notte.
Nel 1984 Telecolor era divenuta una delle emittenti televisive più seguite della regione, con una media giornaliera di 550.000 spettatori, con un segnale che raggiungeva tutte le province della Sicilia (ad eccezione di Palermo e Trapani) e Reggio Calabria.
Da Telecolor passarono molti popolari conduttori televisivi come Nunzio Filogamo, Silvio Noto, Gianfranco D'Angelo, Pippo Franco, Gigi Sabani, Memo Remigi, Michele Del Vecchio e Patrizia Pellegrino.
A completare il palinsesto vi erano film, telefilm, cartoni animati e programmi di informazione sportiva: nel 1986 iniziò Diretta Stadio, trasmissione che seguiva in diretta le partite di calcio delle squadre siciliane, inizialmente condotto da Davide Banfo e Guglielmo Troina e infine da Angelo Micale e Diretta Stadio, tutt'oggi condotta da Micale, che è la trasmissione sportiva più longeva dell'emittenza privata siciliana.
In quel periodo il segnale della rete raggiunse anche Palermo, dove venne aperta un'altra redazione.

### Anni Novanta e gestione Augugliaro
Nel 1992 la redazione giornalistica di Catania si ampliò ulteriormente grazie all'arrivo dei giornalisti Michela Giuffrida, Nicola Savoca, Katia Scapellato, Walter Rizzo e Daniele Lo Porto. Alla direzione della testata si alternavano Vittorio Corona, Crisostomo Lo Presti, Turi Caruso, Carlo Ottaviano e Tano Gullo.
Nel contempo l'emittente fu rilevata dal commerciante di auto Augugliaro.
Il notiziario andava in onda in tre edizioni giornaliere, con i nomi di Ogginotizie ore 14, Oggisera e Ogginotte. Tra le produzioni giornalistiche, oltre ai tg vi erano: Buongiorno Sicilia, Villaggio Sicilia, L'Ippogrifo e la storica trasmissione di approfondimento medico Medicina & Società.
In quel periodo vi collaborava un ancora poco conosciuto Sasà Salvaggio, che conduceva il programma satirico di informazione Sgrilla la notizia, e cominciarono le registrazioni del programma Playa Bonita, inizialmente condotto da Giancarlo Longo.
Nel 1999 Telecolor abbandonò Italia 7, rinominatasi Europa 7 nel 1996, contemporaneamente ad altre emittenti. Ma mentre alcune andarono a formare il nuovo network 7 Gold, Telecolor preferì proseguire i propri programmi in modo indipendente, ripristinando però il vecchio logo di Italia 7 fino al 12 gennaio 2009.

### Anni Duemila e gestione Ciancio
Nel 2000 l'emittente fu rilevata dal Gruppo Ciancio, facente capo all'editore Mario Ciancio Sanfilippo, che possedeva già la catanese Antenna Sicilia, fino ad allora sua storica e principale concorrente locale e regionale. La presidenza dell'azienda fu affidata alla figlia Angela e la direzione a Nino Milazzo, ex vicedirettore del Corriere della Sera, che rimase in carica fino al 2006: gli successero Rino Lodato e Michela Giuffrida.
Questo passaggio di proprietà decretò un monopolio assoluto dell'informazione locale nella città di Catania, che suscitò varie polemiche. Nel 2006 furono licenziati i giornalisti Alfio Sciacca, Fabio Albanese, Ada Mollica, Nicola Savoca, Katia Scapellato, Walter Rizzo e sette lavoratori del personale tecnico-amministrativo, ufficialmente per difficoltà economiche dell'azienda. In realtà nel 2004 il gruppo aveva registrato un utile di 2 milioni di euro grazie agli introiti provenienti dalla cessione delle frequenze di Video 3 e pare, quindi, che i giornalisti furono allontanati a causa del loro dissenso nei confronti della linea editoriale di Ciancio.
Nel 2008 gli studi televisivi di Telecolor furono gradualmente spostati nel nuovo edificio in viale Odorico da Pordenone 44, attuale sede della società. Il 12 gennaio 2009 il canale rinnovò il proprio logo e la grafica e il telegiornale cambiò nome in PrimaLinea Tg, con tre edizioni giornaliere, una nuova scenografia e una nuova grafica. Nello stesso anno cominciò a trasmettere sul digitale terrestre, sullo stesso mux di Antenna Sicilia, Teletna e Video 3.

### Anni Duemiladieci e crisi aziendale
Nel 2010 la Corte d'appello di Catania sentenziò l'obbligo di reintegro per i sei giornalisti dell'emittente catanese licenziati senza giusta causa e il versamento dei loro contributi previdenziali e assistenziali.
La crisi aziendale sembrò però manifestarsi realmente nell'estate 2012 quando, a causa della diminuzione degli introiti pubblicitari e delle spese sostenute per il passaggio al digitale terrestre, l'editore attuò un piano di ridimensionamento del 50% del personale, che causò scioperi e agitazioni da parte dei lavoratori.
Si acuì ulteriormente nel mese di ottobre quando, proprio a seguito della sentenza in appello del Tribunale di Catania per il reintegro dei sei giornalisti licenziati, che ai Ciancio costò oltre un milione di euro, venne a concretizzarsi l'ipotesi della chiusura dell'emittente, dalla quale scaturirono a loro volta nuovi scioperi e agitazioni.
Dal 1 ottobre dello stesso anno la rete è definitivamente visibile alla LCN 12, UHF 23, 41 e 57.
Nel settembre 2014 è stata inaugurata la nuova testata giornalistica sportiva, Sport Sicilia, che ha soppresso le precedenti trasmissioni sia di Telecolor che di Antenna Sicilia, fra le quali Corner e Diretta Stadio, ma anche la celebre Sala Stampa, sostituendoli con altri, in onda dal venerdì al lunedì in prima serata.
Nel maggio 2015 sono stati effettuati altri 17 licenziamenti.
Dal 2016, insieme ad Antenna Sicilia, Telecolor è passata al formato 16:9 anamorfico.